# Darai Nur (huyện)
Dara-i-Nur là một huyện thuộc tỉnh Nangarhar, Afghanistan. Dân số thời điểm năm 1999 là 39,709 người.